# Chilelopsis calderoni
Chilelopsis calderoni is een spinnensoort in de taxonomische indeling van de bruine klapdeurspinnen (Nemesiidae).
Chilelopsis calderoni werd in 1995 beschreven door Goloboff.